# Lalheue
Lalheue – miejscowość i gmina we Francji, w regionie Burgundia-Franche-Comté, w departamencie Saona i Loara.
Według danych na rok 1990 gminę zamieszkiwało 261 osób, a gęstość zaludnienia wynosiła 38 osób/km² (wśród 2044 gmin Burgundii Lalheue plasuje się na 652. miejscu pod względem liczby ludności, natomiast pod względem powierzchni na miejscu 1120.).